# Kriegshilfsdienstschaffnerin
Kriegshilfsdienstschaffnerinnen waren Mitglieder des Reichsarbeitsdienstes der weiblichen Jugend (RADwJ), welche während des Zweiten Weltkrieges zwangsverpflichtet wurden, als Schaffnerinnen in vielen deutschen Städten Dienst zu leisten.
Die Frauen und Mädchen wurden aufgrund der rechtlichen Grundlage der Notverordnungen des Deutschen Reichs zum Kriegshilfsdienst abkommandiert. Ihre Dienste wurden in RAD-Uniform versehen, am linken unteren Ärmel der Jacken wurde ein RAD-Ärmelband mit Dienstgrad und -stellung getragen, zusätzlich mit einer RADwJ-Brosche. Ihr Aufgabengebiet umfasste nicht nur die gängigen Aufgaben wie Kartenkontrolle und -verkauf sowie Schwarzfahrer ausfindig machen und festzunehmen, sie hatten auch die medizinische und soziale Verantwortung über die Passagiere während eines Luftangriffes. In diesem Fall war es ihre Aufgabe, die Fahrgäste auf schnellstem Wege in den nächstgelegenen Luftschutzraum zu bringen. Dazu mussten sie die geographische Lage eines jeden Bunkers der jeweiligen Fahrtstrecke genau kennen. Personen, die während eines Angriffs verletzt wurden, mussten von ihnen erstversorgt, allein fahrende Kinder, ältere Leute und Kriegsverwundete besonders betreut werden. Ihr Einsatz wurde in Berlin durch die Verdienstplakette der Berliner Verkehrsbetriebe geehrt.